# Bataille d'Elven
Chouannerie
La bataille d'Elven se déroule pendant la Chouannerie, lors de l'expédition de Quiberon. Le 13 juillet 1795, les Chouans s'emparent du bourg d'Elven.

## Le combat
Après avoir débarqué à Sarzeau, l'« Armée rouge », commandée par Vincent de Tinténiac décide d'attaquer le poste d'Elven. Le 13 juillet, à l'aube, les Chouans vêtus d'uniformes britanniques surprennent les soldats républicains endormis. Ces derniers, surpris et trop peu nombreux prennent la fuite. 
| « A l'entrée de la nuit nous partîmes pour Elven, auprès duquel nous arrivâmes au petit point du jour. Là André Guillemot d'Aradon, notre major de division, vint prendre ma compagnie et nous fit entrer dans le bourg au pas de course. Un factionnaire endormi, que nous rencontrâmes sur la grande route, fut pris à la main, et n'eut pas le temps de donner l'éveil à la garnison ; en sorte que les soldats surpris dans leur sommeil sortaient des maisons n'ayant sur eux que des chemises ; aussi furent-ils battus et dispersés, sans que nous eussions perdu aucun des nôtres. Nous ne séjournâmes pas à Elven, l'armée prit la direction de Plaudren et vint s'arrêter à l'Hermitage, et nous pensions que nous allions nous rapprocher de la côte de Quiberon et attaquer Hoche sur ses derrières. Le général décida autrement et nous fit prendre la route de Josselin. » — Mémoires de Jean Rohu |

## Les pertes
Selon François Cadic, 50 Républicains sont tués contre aucune perte pour les Chouans. De son côté à Sainte-Barbe, en Plouharnel, le général Hoche rassure le général Chérin à Rennes dans un courrier daté du 20 juillet : « L'affaire d'Elven n'est absolument rien ; nous n'avons perdu que cinq hommes. »
Selon les états de la 67e demi-brigade d'infanterie, les pertes du combat d'Elven sont de 8 hommes tués : 
- François-Martin Berger, de Tours, volontaire, 21 ans ;
- Pierre Berrua, de Faverges, caporal, 40 ans ;
- Jean Pierre Blondy, d'Auteuil, tambour, 15 ans ;
- Jean Louis Clairambourg, de Paris, volontaire, 21 ans ;
- Jean Labordre, de Bayonne, volontaire, 42 ans ;
- Hypolite Lagant, de Paris, volontaire, 20 ans ;
- Alexandre-Mathurin Hardy, de Juvigny-sur-Seulles, volontaire, 43 ans ;
- Jean-Louis Provost, de Paris, caporal, 24 ans.

Pertes du 2e bataillon de Paris:
- Paul Vioud, de Saint-Victor (Savoie), sergent, 24 ans ;